# Camillo Sitte

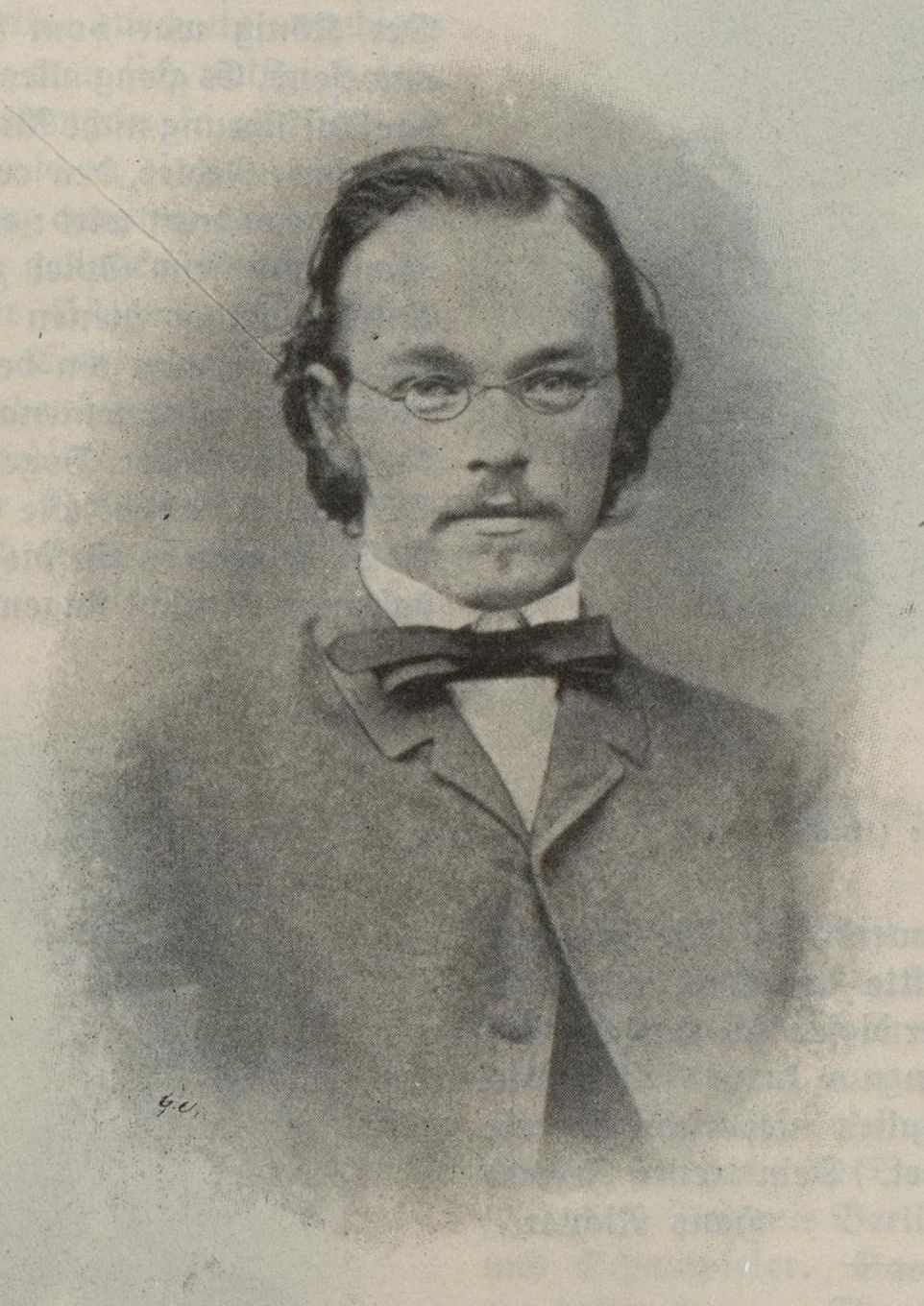
Camillo Sitte, um 1867

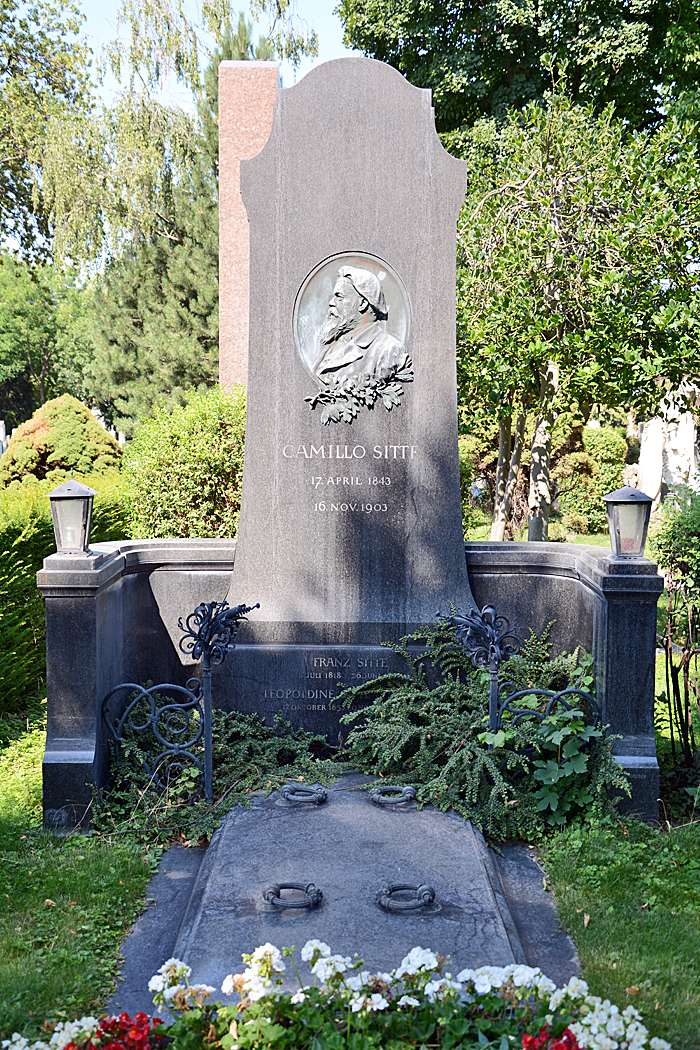
Grab von Camillo Sitte auf dem Wiener Zentralfriedhof

Camillo Sitte (* 17. April 1843 in Wien; † 16. November 1903 ebenda) war ein österreichischer Architekt, Stadtplaner, Städtebau- und Kulturtheoretiker sowie Maler. Mit seinem international beachteten Buch Der Städtebau nach seinen künstlerischen Grundsätzen war er einer der ersten Autoren, die sich theoretisch und kritisch mit der Stadtplanung des Industriezeitalters auseinandersetzten. Wegen seiner baulich-ästhetischen Vorschläge zur Stadtgestaltung gilt Sitte als „Wiederbegründer der Stadtbaukunst“.

## Leben und Wirken
Camillo Sitte war das einzige Kind des Architekten Franz Sitte (geboren 8. Juli 1818 als 19. Kind einer Landwirtefamilie) aus Weißkirchen an der Neiße in Nordböhmen und der Theresia Schabes aus Grafenschlag (Niederösterreich). Seine berufliche Laufbahn ist eng mit der seines Vaters verknüpft, da er später bei der Mitarbeit an dessen Bauten (dieser hatte die Bauleitung bei der Renaissancekirche in Altlerchenfeld, baute das Priesterkrankenhaus in der Ungargasse Wien 3. Bezirk, die Türme der Piaristenkirche und andere Pfarrkirchen in Niederösterreich) erste Erfahrungen sammeln konnte. Nach Erwerb der Hochschulreife am Piaristengymnasium in Wien studierte Sitte von 1864 bis 1869 an der Technischen Hochschule Wien, unter anderem bei Heinrich Ferstel, sowie an der Universität Wien, wo er die Studienrichtungen Archäologie, Anatomie und Kunstgeschichte belegte. Studienreisen führen ihn unter anderem nach Italien, Griechenland, Frankreich und Ägypten.
Von 1871 bis 1873 war Sitte beim Baubüro seines Vaters beschäftigt. Seine dortigen Arbeiten weisen ihn als Architekten des Historismus aus. 1875 übernahm er die Direktion der Salzburger Staatsgewerbeschule. Ab 1883 lehrte er an der Wiener Staatsgewerbeschule; er wurde 1899 deren Direktor. Als Stadtplaner entwickelte er Bebauungspläne für Klein- und Mittelstädte (u. a. Privoz/Přívoz 1893–1895, Laibach/Ljubljana 1895, Mährisch-Ostrau/Ostrava 1897, Reichenberg/Liberec 1901) oder war als Juror und Gutachter bei städtebaulichen Projekten tätig (u. a. Stadterweiterungskonkurrenz München 1892–1893, Brünn/Brno 1901–1902). Camillo Sitte beschäftigte sich zeit seines Lebens mit Kulturtheorie, welche Philosophie, Kunst, Wissenschaft und Politik behandeln sollte. In rund 150 Publikationen widmete er sich einem breiten Spektrum kultureller Themen. Neben anderen wirkte er an der österreichischen Fachzeitschrift Der Architekt mit. Die Architektur war für Sitte ein Prozess der Kulturation. 1903 starb er an einem Schlaganfall.

### Familie und Wohnsitz
Camillo Sitte war verheiratet mit Leopoldine, vermutlich geb. Blume (ca. 1853–1925). Der Sohn Siegfried Sitte folgte ihm beruflich, der Sohn Heinrich Sitte wurde Archäologe. Sitte wohnte in der Wiener Ungargasse 9, wo auch der Architekt Carl Wilhelm Christian von Doderer Wohnung und Atelier hatte.

### „Der Städtebau nach seinen künstlerischen Grundsätzen“
Sitte erlangte 1889 mit der Veröffentlichung seines Buches Der Städtebau nach seinen künstlerischen Grundsätzen über die Grenzen Österreich-Ungarns hinaus hohes Ansehen. Das reich illustrierte Buch führte den Begriff Städtebau in die Diskussion ein, zeigte anhand von Beispielen aus antiken, mittelalterlichen und barocken Städten („Schule der Alten“) Möglichkeiten des künstlerischen städtebaulichen Entwerfens auf und wandte sich ab von der pragmatischen, der von hygienischen, verkehrlichen und ökonomischen Zwecken beherrschten Stadtplanung seiner Zeit. Diese kritisierte er wegen ihrer starken Fixierung auf geometrische, meist rechtwinklige Raster-Systeme und des Diktats der Fluchtlinien als einen „künstlerischen Misserfolg“. Die „Motivarmut und Nüchternheit moderner Stadtanlagen“ missbilligte er scharf, indem er ihnen „sprichwörtliche Langweiligkeit“ vorwarf. In seinem Buch, das in rascher Folge wiederaufgelegt wurde, legte er die „Beziehung zwischen Bauten, Monumenten und Plätzen“ am Beispiel von historischen, oft italienischen Platzgestaltungen dar, die das „Künstlerische“ und „Malerische“ mit dem „Technischen“ zu einem guten Städtebau verbunden hätten, und ließ einer Abhandlung über verschiedene städtebauliche Systeme das „Beispiel einer Stadtregulierung nach künstlerischen Grundsätzen“ folgen. Es müsse der „Stadtbau als Kunstwerk“ verstanden werden, nicht „nur als technisches Problem“.
Im Zentrum seiner Betrachtungen stand der städtische Platz, der „als Mittelpunkt einer bedeutenden Stadt die Versinnbildlichung der Weltanschauung eines großen Volkes“ sei. Zentrale Plätze sollten ein „Sonntagskleid“ erhalten und „zum Stolz und zur Freude der Bewohner, zur Erweckung des Heimatgefühles, zur steten Heranbildung großer edler Empfindungen bei der heranwachsenden Jugend dienen“.
Sitte vertrat die Gedanken der Freihaltung von Platzmitten, der Geschlossenheit von Plätzen, der Anlage von Platzfolgen, der stadträumlichen Gliederung durch Aufgänge, Lauben, Erker und Säulenumgänge und der Verwendung von architektonischen Innenmotiven (Stiegen, Hallen etc.) auch in der Außenarchitektur. Sitte betonte die Bedeutung von Freiflächen, Plätzen, Gärten, Höfen und gekrümmten Straßen für ein positives, dem menschlichen Empfinden zuträgliches Erleben von Stadträumen mit Atmosphäre.
Den räumlichen Beziehungen zwischen Gebäude und Vorfläche, Platz und Fassaden und den Übergängen zwischen Innen- und Außenraum ging Sitte an 297 Fallbeispielen nach, von denen er 86 selbst skizzierte. Typologisch unterschied er Domplatz, Signora/Schlossplatz, Mercato/Marktplatz und Wagenstandplatz/Parkplatz. Dem Format nach unterschied er den Höhen-/Tiefenplatz vom Breitenplatz, je nachdem, ob das bedeutendste, höchste Gebäude von der Schmalseite oder der Längsseite den Platz prägt. Dreieckige Plätze („fatale Zwickel“) waren für Sitte ebenso unerträglich wie dreieckige Zimmer. An Platzfolgen wie in Modena, Perugia, Salzburg, Schwerin, Nürnberg oder Münster zeigte er das in seinen Augen Vorbildliche einer guten, unregelmäßigen Stadtgestaltung. Sitte verstand seine Vorschläge als eine Antwort auf „unser mathematisch abgezirkeltes modernes Leben, in dem der Mensch förmlich selbst zur Maschine wird“.

## Rezeption
Sittes Buch hatte großen Einfluss auf Diskussionen und Entwicklungen im Städtebau um 1900. Zu den Planern und Architekten, die seine Vorschläge aufnahmen, gehörten insbesondere die deutschen Städtebau-Experten Franz Ewerbeck, Theodor Goecke, Karl Gruber, Karl Henrici, Eduard Kreyßig, Robert Schmidt, Paul Schmitthenner, Alfred von Scholtz, Josef Stübben und Heinz Wetzel. In Köln machte der Leiter des Baudezernats Carl Rehorst die Ideen Sittes zur Leitidee für die Stadtentwicklung und übersetzte sie bei großen Straßendurchbrüchen in das Stadtbild der Kölner Altstadt.
Sittes bekanntester Architektur-Schüler war der Österreicher Joseph Maria Olbrich. Im Bereich der Landschafts- und Freiraumplanung nahm der deutsche Landschaftsarchitekt Leberecht Migge Sittes Anregungen auf. Sitte beeinflusste auch Raymond Unwin, den Planer der englischen Gartenstadt Letchworth (1903) und sein Buch Town Planning in Practice (1909). In den Niederlanden standen Hendrik Petrus Berlage und Marinus Jan Granpré Molière Sittes traditionellen urbanistischen Auffassungen nahe, in Schweden der Stadtplaner Anders Nilsson, in der Schweiz Hans Marti. 1923 schrieb der österreichische Architekt Leopold Bauer: Sittes Buch „wirkte wie eine Initialladung auf eine vorbereitete Mine; der Erfolg war ein ungeheurer – überall wurde das Thema aufgegriffen“.
Kritiker wie der schweizerisch-französische Architekt Le Corbusier taten Sitte wegen seiner Vorliebe für das Unregelmäßige als Fürsprecher des „Eselspfades“ ab. Man warf ihm vor, dass er sich einseitig auf ästhetische Fragen des Städtebaus konzentriere und die Komplexität der modernen Stadt ignoriere, dass er in seinem „kleinräumlichen Denken“ den Entwicklungsdruck und den Raumbedarf der wachsenden Städte falsch eingeschätzt habe. Der deutsche Kunsthistoriker und Hochschullehrer Albert Erich Brinckmann kritisierte Sittes städtebauliche Vorstellungen als romantisierend. 1941 nahm der deutsche Planer und Hochschullehrer Fritz Schumacher aus Sittes Buch das Kapitel Die Grenzen der Kunst in modernen Stadtanlagen in sein Lesebuch für Baumeister auf. Zur Einleitung bemerkte Schumacher jedoch: „Sitte (…) sieht das Künstlerische noch sehr weitgehend im ‚Malerischen‘; diese Anschauung ist erst sehr allmählich überwunden.“ 1977 schrieb der Architekturkritiker Wolfgang Pehnt: „Camillo Sittes ‚Städtebau nach seinen künstlerischen Grundsätzen‘ von 1889 wird wieder gelesen.“ 1985 schrieb der Kunsthistoriker Hanno-Walter Kruft: Sittes Buch „ist für die Theorie des modernen Städtebaus grundlegend und gewinnt gegenwärtig eine neue Aktualität, nachdem die funktionalistischen Städtebau-Theorien der ersten Hälfte des 20. Jahrhunderts obsolet geworden sind.“
Eine Renaissance erfuhr Sittes Stadtbaukunst insbesondere durch die Entwürfe und Publikationen der postmodernen luxemburgischen Architekten und Stadtplaner Leon und Rob Krier.

## Realisierungen
- 1871–1873: Mechitaristenkirche[20]

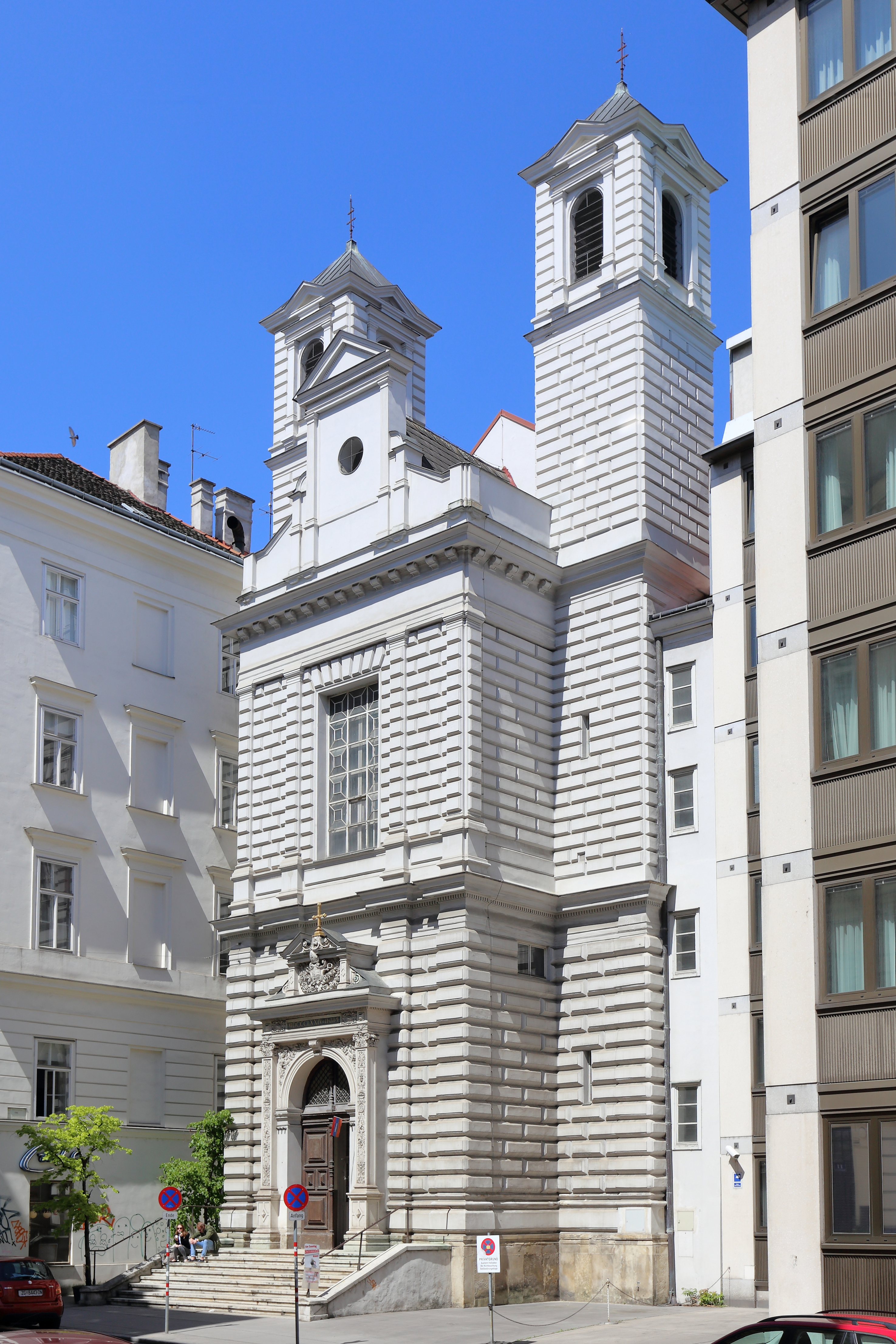
Mechitaristenkirche in Wien

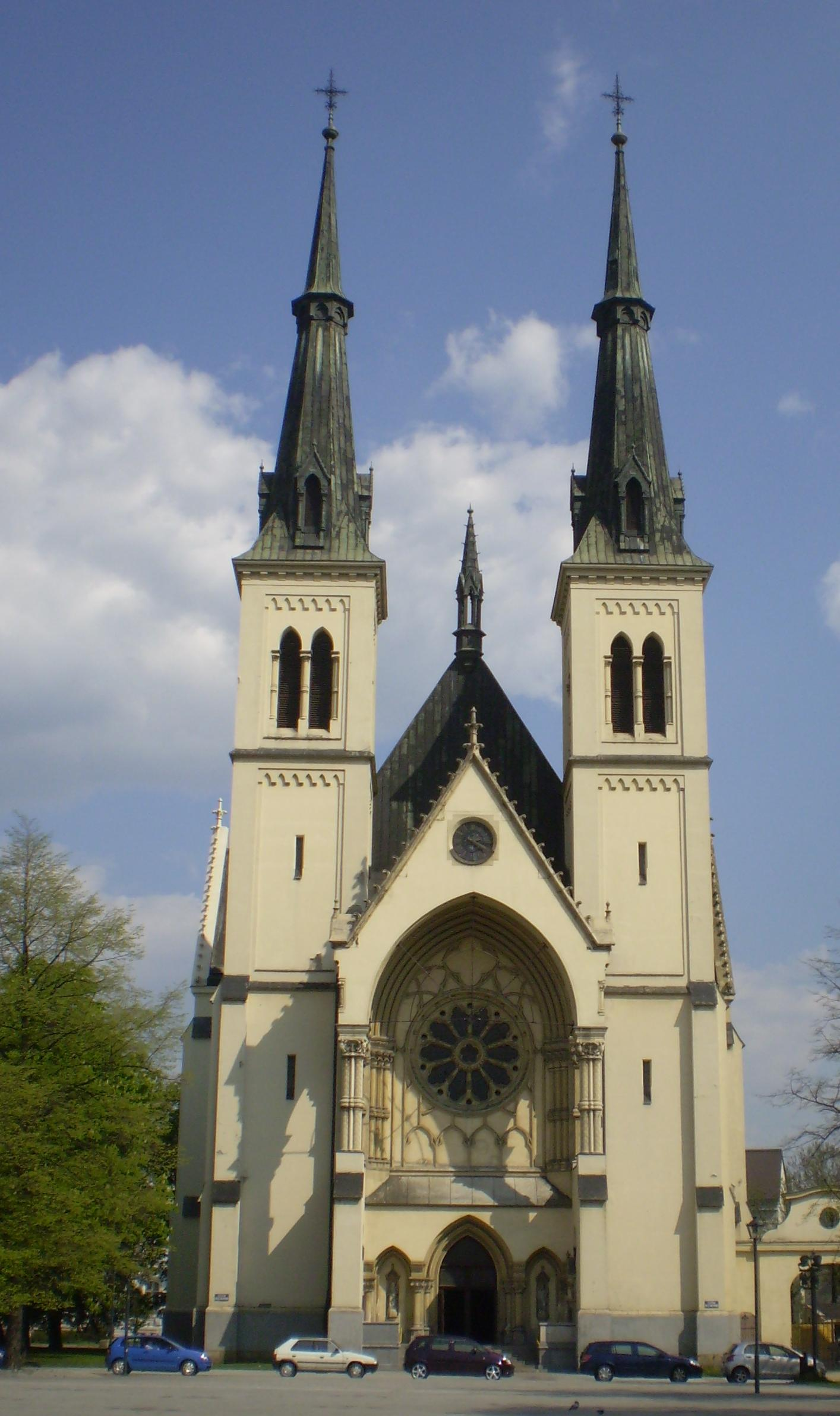
Pfarrkirche in Přívoz, erbaut 1898–1899 nach Plänen Sittes

- 1888–1889: Werkmeisterschule für Maschinenbau Wien X., heute der denkmalgeschützte Altbau der Bundeshandelsakademie und Bundeshandelsschule Favoriten, zusammen mit dem Lehrer und Techniker Johann Hauptfleisch (Projektentwicklung)
- 1887–1889: Katharinenkirche (Timișoara)[21]
- 1896 Umbau Pfarrkirche Sierndorf
- 1898–1899: Pfarrkirche in Přívoz

## Auszeichnungen
Camillo Sitte wurde in einem Ehrengrab auf dem Wiener Zentralfriedhof (Gruppe 14 A, Nummer 48) beerdigt. Nach ihm wurde die Höhere Technische Bundeslehr- und Versuchsanstalt Wien III für Bautechnik (Camillo Sitte Lehranstalt) im 3. Wiener Gemeindebezirk Landstraße benannt. Bei der Anlage ihres Moltkeviertels (ab 1908) gab die Stadt Essen einem zentralen Platz seinen Namen. 1913 wurde die Camillo-Sitte-Gasse im 15. Bezirk Rudolfsheim-Fünfhaus nach ihm benannt. 1925 wurde in Berlin-Wittenau eine Straße nach ihm benannt. In Frankfurts Siedlung Praunheim trägt ein ab 1928 bebauter Weg ebenfalls Sittes Namen. Sitte erhielt verschiedene Auszeichnungen, unter anderem 1903 das Ritterkreuz 1. Klasse des Franz-Joseph-Ordens. Er wurde zum Ehrenbürger der mährischen Stadt Přívoz (Privoz, Oderfurt) ernannt.
Siehe auch: Camillo-Sitte-Preis für Städtebau

## Schriften
- Der Städtebau nach seinen künstlerischen Grundsätzen. Wien 1889.(Digitalisat – Internet Archive)
  - 2. Auflage, Wien 1889 (doi:10.3931/e-rara-18721)
  - 3. Auflage, Wien 1901 (Digitalisat – Internet Archive).
  - 4. Auflage, Wien 1909 (Reprint: Birkhäuser Verlag, Basel 2002, ISBN 3-7643-6692-3)
- Über den praktischen Wert der Lehre vom goldenen Schnitt. Aufsatz. ohne Jahresangabe, vermutlich um 1880, veröffentlicht in: Wiener Bauhütte, Jg. 24 (1930), H. 6 (S. 47–49), H. 7 (S. 53–55) und H. 8 (S. 67–69)
- Sezession und Monumentalkunst. Aufsatz. 1903.
- Gesamtausgabe. Schriften und Projekte. Hrsg. v. Klaus Semsroth, Michael Mönninger und Christine Crasemann-Collins. 6 Bände. Böhlau, Wien 2003–2007.